# Östra revet
Östra revet är en ö i Åland (Finland). Den ligger i Skärgårdshavet och i kommunen Saltvik i landskapet Åland, i den sydvästra delen av landet. Ön ligger omkring 39 kilometer norr om Mariehamn och omkring 260 kilometer väster om Helsingfors.
Öns area är 5 hektar och dess största längd är 380 meter i sydväst-nordöstlig riktning.